# Gare d’Aiguebelette-le-Lac
Gare d’Aiguebelette-le-Lac vasútállomás Franciaországban, Aiguebelette-le-Lac településen.

## Vasútvonalak
Az állomást az alábbi vasútvonalak érintik:
- St-André-le-Gaz–Chambéry-vasútvonal

## Kapcsolódó állomások
A vasútállomáshoz az alábbi állomások vannak a legközelebb:
- Gare de Chambéry - Challes-les-Eaux
- Gare de Lépin-le-Lac - La Bauche